# Diflunisal
Diflunisal ist ein Arzneistoff aus der Gruppe der Salicylate mit einer entzündungshemmenden, schmerzstillenden und fiebersenkenden Wirkung.

## Pharmakologie
Bei Versuchen mit Ratten zeigte sich Diflunisal etwa 7,5- bis 13-mal wirksamer als Acetylsalicylsäure als Analgetikum und als entzündungshemmendes Mittel. Außerdem hemmt Diflunisal In vitro die durch Adenosindiphosphat, Adrenalin und Thrombin hervorgerufene Anhäufung von Blutplättchen.
Im Rahmen einer Studie zeigte sich, dass bei der Behandlung von familiärer Amyloid-Polyneuropathie die Einnahme von Diflunisal dazu beitrug die Lebensqualität der Patienten zu erhalten. Die Ergebnisse der Studie weisen zwar auf die Wirksamkeit von Diflunisal bei der Behandlung von familiärer Amyloid-Polyneuropathie hin, dennoch sind weitere Studien erforderlich.

## Synthese
Die mehrstufige Synthese von Diflunisal ist in der folgenden Reaktionssequenz beschrieben:

## Handelsnamen
- Analeric, Dolphin[1], Fluniget (D)
- Dolobis (F)
- Dolobid (GB, J, USA)
- Adomal, Aflogos, Astrodol, Difludol, Diflusan, uvm. (I)[3]